# Раса Юкнявічене
Раса Урбонайте, у першому шлюбі Растаускене, у другому Юкнявічене (лит. Rasa Juknevičienė; нар. 26 січня 1958, село Тілтагаляй Паневежиського району) — литовська політик, член Сейму Литовської Республіки (1996–2000, 2000–2004, 2004–2008, 2012–2016, і з 14 листопада 2016 року); колишня міністерка оборони («міністр охорони краю») Литовської Республіки.

## Біографія
Закінчила 10-у паневежську середню школу в 1976 році. Навчалася в Каунаському медичному інституті (1977–1983). В 1983 році працювала у Паневежській центральній лікарні. У 1984–1990 роках працювала педіатром в центральній лікарні Пасваліса.
Виступала зі статтями у періодичній пресі. Випустила збірку статей «Politika mano gyvenime nebuvo planuota» (Каунас, 2008).
Проходила стажування з державного управління та політики у Франції (1993), Норвегії, Німеччині (1995), Великій Британії (1996), США (1998).
Володіє англійською, російською, норвезькою мовами. 
Одружена з адвокатом Зянонасом Юкнявічюсом.

## Політична діяльність
В 1988 році включалася в діяльність Саюдіса і стала головою Ради Саюдіса у Пасвалісі. В 1990 році була обрана до Сейму Литовської Республіки. Обиралася членом Сейму (1996–2000, 2000–2004, 2004–2008, 2012–2016, 2016–2020).
У Сеймі 1992–1996 років була представницею для зв'язку з печаткою опозиції і референткою фракції консерваторів Литви «Союз Вітчизни». В 1999–2000 роках була заступницею голови Сейму; одночасно була головою делегації Сейму у Парламентській асамблеї НАТО і головою комісії Сейму у справах НАТО.
Член партії Союз Вітчизни — Литовські християнські демократи з її заснування, в 1996–1999 роках член правління партії, з 1999 року заступник голови партії.
Обрана до Сейму на парламентських виборах 12 жовтня 2008 року. З 18 листопада того ж року член Комітету національної безпеки і оборони. З 9 грудня 2008 року до грудня 2012 року міністр оборони Литви.
Голова делегації Сейму у Парламентській асамблеї НАТО. Президент Парламентської асамблеї НАТО. Член Міжпарламентської ради Україна — НАТО. Учасниця Форуму Вільних Народів Постросії.

## Нагороди та звання
- Командорський хрест Ордена Великого князя Литовського Гядімінаса
- Медаль Незалежності Литви
- Пам'ятний знак з нагоди запрошення Литви вступити в НАТО
- Королівський Норвезький орден Заслуг